# Улица Калснавас (Рига)
Улица Ка́лснавас (латыш. Kalsnavas iela) — улица в Видземском предместье города Риги, в Пурвциемсе. Начинается от перекрёстка с улицей Пурвциема; заканчивается перекрёстком с улицами Браслас и Веявас.
Впервые упоминается в адресной книге за 1935 год под своим нынешним названием, которое никогда не изменялось.
Общая длина улицы составляет 425 метров. На всём протяжении имеет асфальтовое покрытие. Общественный транспорт по улице не курсирует.
С 2022 года ведётся реконструкция перекрёстка с улицей Браслас, здесь будет сооружена двухуровневая развязка с пешеходным тоннелем.

## Прилегающие улицы
Улица Калснавас пересекается со следующими улицами:
- Улица Пурвциема
- Улица Сактас
- Улица Веявас
- Улица Браслас

К улице Калснавас выходит также внутриквартальный проезд от улицы Марциенас, который часто ошибочно принимается за начало улицы Марциенас.